# La mentira
 (срп. Лаж) мексичка је теленовела, продукцијске куће Телевиса, снимана 1998.

## Синопсис
Након повратка у Мексико, Деметрио Асунсоло открива да је његов полубрат, плантажер Рикардо Платас, починио самоубиство због окрутне издаје једне жене. Наиме, девојка се поиграла са Рикардовим осећањима и прихватила његов веренички прстен, а на крају га је оставила због нижег друштвеног статуса. Пун беса и бола, са братовим опроштајним писмом и брошем који припада девојци, Деметрио се на Рикардовом гробу заклиње да ће осветити његову смрт и креће у потрагу за женом чије име почиње словом „В“. Долази у кућу породице Фернандез-Негрете, где живе две прелепе девојке Вероника и Вирхинија. Запањен Вероникином лепотом, Деметрио одмах посумња да је она одговорна за братову смрт, а Врирхнија га сплеткама увери у то. Међутим, након што освоји срце наивној девојци и ожени је, Деметрио почиње немилосрдну освету, не знајући да је све била окрутна лаж и да жена крива за смрт његовог брата није Вероника, већ Вирхинија.

## Улоге
| Глумац                | Улога              |
| --------------------- | ------------------ |
| Кејт дел Кастиљо      | Вероника           |
| Гај Екер              | Деметрио           |
| Карла Алварес         | Вирхинија          |
| Роса Марија Бијанки   | Сара               |
| Серхио Басањез        | Хуан               |
| Ерик дел Кастиљо      | дон Теодоро        |
| Бланка Гера           | Миранда            |
| Салвадор Пинеда       | др Франсиско       |
| Тони Браво            | Андре              |
| Тина Ромеро           | Ирма               |
| Арон Ернан            | свештенник Вилијам |
| Карлос Камара         | дон Хосе           |
| Силвиа Марискал       | Летисија Лети      |
| Луис Гатика           | Сантијаго          |
| Хулио Браћо           | Карлитос           |
| Роксана Кастељанос    | Јадира             |
| Исраел Хаитович       | Хасинто            |
| Гиљермо Ривас         | професор Агире     |
| Алекс Триљанес        | Маркос             |
| Мајрин Виљануева      | Никол              |
| Хосе Антонио Ферал    | Дон Нато           |
| Клаудија Елиса Агилар | Хилдарда           |
| Ванеса Аријас         | Беатриз Бети       |
| Габријела Аројо       | Маркита            |
| Антонио де ла Вега    | Пепе               |
| Висенте Ерера         | Маурисио           |
| Густаво Негрете       | Карлос             |
| Клаудија Тројо        | Ирасема            |
| Аудреј Вера           | Карла              |
| Серхио Рејносо        | адвокат Ернесто    |
| Елса Карденас         | Карлина мајка      |
| Лиса Виљерт           | госпођа Хилберт    |
| Мигел Гарса           | Игнасио Соса       |
| Лусија Паиљес         | Тула               |
| Хосе Луис Авендањо    | Сесилио            |
| Кармела Масо          | Ћона               |

## Занимљивости
- Лаж је напета прича пуна емоција која је у бројним земљама остварила завидан успех.
- Главни адути ове теленовеле јесу оригиналан сценарио, динамична прича и маестрална глума.
- Теленовела је рађена по мотивима романа Каридад Браво Адамс, који је доживео четири екранизације Лаж, Сестре, Тајне и лажи и Неопростиво, али Лаж је од свих остварила највећи успех.
- Кејт је својом глумом изненадила критичаре, а Гај је због своје уверљивости пред камерама добио престижну награду часописа ТVyNovelas у категорији најбољи главни глумац године.
- У теленовели су играли Кејт и Ерик дел Кастиљо, ово је прва теленовела у којој су глумили отац и кћерка заједно.
- Вишеструко награђивани и талентовани продуцент, Карлос Сотомајор је до последњег детаља ову теленовелу прилагодио укусу гледалаца, а прекрасне локације Мексика помогле су да се од ове Телевисине продукције направи производ коме је ретко која телевизијска кућа у свету могла да одоли.